# ピロプラズマ症
ピロプラズマ症（ぴろぷらずましょう、英: piroplasmia）は、住血胞子虫と呼ばれるピロプラズマ目に属する原虫の寄生を原因とする寄生虫病。ピロプラズマ目の原虫はウシ、ウマ、イヌ、ネコ、ヒツジ、ヤギ、ブタ、ラクダ、トナカイなどが宿主となる。タイレリアはリンパ球において、バベシアは赤血球においてシゾゴニーを行う。
日本ではバベシア・ビゲミナ等を病原体とするものについて家畜伝染病予防法に基づく家畜伝染病に指定されている。なお、日本獣医学会の提言で法令上の名称が「ピロプラズマ病」から「ピロプラズマ症」に変更された。

## 特徴
ピロプラズマ病は住血胞子虫類のバベシア科とタイレリア科の原虫寄生によって起こる伝染病で、バベシア科ではビゲミナ、ボビス、エクイ、カバリが、タイレリア科ではパルバ、アヌラタが法定伝染病に指定されている。
症状としては、これらの原虫が赤血球内に寄生する結果、発熱、貧血、黄疸、を起こし、バベシア病では血色素尿も見られます。さらに重症となると心機能、呼吸器、胃腸障害などの全身症状が顕著となる。産後に発症する確率が高い
| 原虫の性状             | タイレリア   | バベシア       |
| ---------------------- | ------------ | -------------- |
| 主要な宿主             | 主に反芻動物 | 広範な脊椎動物 |
| シゾゴニーを行う場所   | リンパ球     | 赤血球         |
| マダニの介卵感染の有無 | 無           | 有             |

## 治療薬
- ジミナゼン
- パマキン
- テトラサイクリン系抗生物質